# Sibinj
Sibinj è un comune della Croazia di 7 549 abitanti della regione di Brod e della Posavina.